# Loïc Nottet
Loïc Nottet (født 10. april 1996) er en belgisk sanger, der repræsenterede Belgien ved Eurovision Song Contest 2015 i Wien med sangen "Rhythm Inside".

## Biografi
Loïc Nottet deltog 2013-14 i tv-talentshowet The Voice Belgique, hvor han opnåede en andenplads. Den 4. november 2014 meddelte tv-stationen RTBF, at Nottet var blevet udvalgt til at repræsentere Belgien ved Eurovision Song Contest 2015 i Wien. Den 10. marts 2015 blev det offentliggjort, at han skulle synge sangen "Rhythm Inside". Han opnåede en fjerdeplads i finalen.
Hans single "Rhythm Inside" nåede nogle uger efter ESC en top 10-plads på tyske hitlister og i Østrig, Nederlandene, Danmark og Frankrig.

## Danse avec les stars
Nottet har sunget på Jeppe park Uitmarkt Symphonica. Den 24. oktober - 23. december 2015 deltog han i den sjette serie af det franske tv-show Danse avec les stars. Han vandt konkurrencen med danseren Denitsa Ikonomova.